# 크리스틴 캐밸러리
크리스틴 캐밸러리(Kristin Cavallari, 1987년 1월 5일 ~ )는 미국의 배우이다.

## 출연 작품
- 핑거프린트 - 크리스탈 역
- 더 힐리스
- 스프링 브레이크다운
- 와일드 체리
- 엽기 캠퍼스 3